# 博氏孔鯒
博氏孔鯒，又稱博氏孔牛尾魚，為輻鰭魚綱鮋形目牛尾魚亞目牛尾魚科的其中一種，分布於西太平洋區，包括台灣、日本、菲律賓、新加坡、巴布亞紐幾內亞、印尼、馬來西亞、新喀里多尼亞、密克羅尼西亞、帛琉等海域，屬底棲性魚類，棲息深度1-8公尺，體長可達50公分，生活在沙石底質海域，屬肉食性，可做為食用魚。